# 土本恭平
土本 恭平（つちもと きょうへい、1985年10月13日 - ）は、岐阜県土岐市出身の元プロ野球選手（投手）。

## 来歴・人物

### プロ入り前
岐阜県立土岐商業高等学校から本格的に投手を始め、3年夏は県大会ベスト4となり、専修大学に進学。大学4年時の2007年春季のみだったが、1部リーグ通算7試合に登板、3勝3敗、防御率3.47、45奪三振、2部通算は8試合、2勝3敗をマーク。大学の1年先輩には後に読売ジャイアンツでもチームメートになる松本哲也、福岡ソフトバンクホークスの長谷川勇也、BREATHEの宮田慧がいる。
社会人では、主に中継ぎ・抑えとして活躍。
三菱自動車岡崎の補強選手として第80回都市対抗野球大会に救援登板した。
2009年のドラフト会議で読売ジャイアンツに3位で指名され、メジャー移籍した上原浩治の背番号19を引き継いだ。

### プロ入り後
春季キャンプでは同期新人の長野久義、市川友也と共にA班（主力組）スタートが決定した。オープン戦で結果を残し開幕戦から長野、市川とともに一軍に登録され、プロ初登板も記録した。しかし、3月31日の対横浜ベイスターズ戦（横浜スタジアム）でターメル・スレッジにサヨナラ3点本塁打を浴びるなど4試合の登板に終わりプロの洗練を浴びた。
2011年は肘を痛めたこともあって二軍公式戦登板無しに終わり、オフに自由契約、翌年からは育成選手となった。
2012年に球団から戦力外通告を受けた。

### 巨人退団後
現在は株式会社「J.C.O.S」（野球の力）という会社で、野球経験者に特化した就職支援を行うキャリアコンサルタントとして働いている。

## 選手としての特徴
最速150km/hの速球、長くて柔軟な指（人差し指は推定11センチ、中指は同13センチ、付け根から指先までの長さが長い）で挟む二種類のフォークを武器とした投球をする。決して大柄では無いが、角度のある投球をする。
新人合同自主トレにおいてヨーヨーテストや恒例の3000m走でもトップの成績を残し、身体能力の高さを見せている。

## 出演
- 「ドッキリGP」（2023年6月24日、フジテレビ）

## 詳細情報

### 年度別投手成績
| 年 度     | 球 団     | 登 板 | 先 発 | 完 投 | 完 封 | 無 四 球 | 勝 利 | 敗 戦 | セ 丨 ブ | ホ 丨 ル ド | 勝 率 | 打 者 | 投 球 回 | 被 安 打 | 被 本 塁 打 | 与 四 球 | 敬 遠 | 与 死 球 | 奪 三 振 | 暴 投 | ボ 丨 ク | 失 点 | 自 責 点 | 防 御 率 | W H I P |
| --------- | --------- | ----- | ----- | ----- | ----- | -------- | ----- | ----- | -------- | ----------- | ----- | ----- | -------- | -------- | ----------- | -------- | ----- | -------- | -------- | ----- | -------- | ----- | -------- | -------- | ------- |
| 2010      | 巨人      | 4     | 0     | 0     | 0     | 0        | 0     | 1     | 0        | 0           | .000  | 16    | 3.2      | 1        | 1           | 3        | 1     | 1        | 5        | 1     | 0        | 3     | 3        | 7.36     | 1.11    |
| 通算：1年 | 通算：1年 | 4     | 0     | 0     | 0     | 0        | 0     | 1     | 0        | 0           | .000  | 16    | 3.2      | 1        | 1           | 3        | 1     | 1        | 5        | 1     | 0        | 3     | 3        | 7.36     | 1.11    |

### 記録
- 初登板：2010年3月28日、対東京ヤクルトスワローズ3回戦（東京ドーム）、8回表に3番手で救援登板、1回無失点
- 初奪三振：同上、8回表に藤本敦士から空振り三振

### 背番号
- 19 （2010年）
- 46 （2011年）
- 011 （2012年）